# Nobuhiro Takeda (football, 1965)
Nobuhiro Takeda (武田 亘弘, Takeda Nobuhiro) est un footballeur japonais né le 22 mars 1965 dans la préfecture d'Osaka au Japon.